# Copa polonesa de futbol
La Copa polonesa de futbol (en polonès Puchar Polski) és la segona competició futbolística del país, disputada en format eliminatori. Fou creada l'any 1926, tot i que es disputa de forma continuada des de 1950.

## Historial
Font:
| Data      | Campió                     | Resultat              | Finalista             |
| --------- | -------------------------- | --------------------- | --------------------- |
| 1926      | Wisła Kraków (1)           | 2-1                   | Sparta Lwów           |
| 1927-1950 | No es disputà              | No es disputà         | No es disputà         |
| 1951      | Ruch Chorzów (1)           | 2-0                   | Wisła Kraków          |
| 1952      | Polonia Warszawa (1)       | 1-0                   | Legia Varsòvia II     |
| 1953      | No es disputà              | No es disputà         | No es disputà         |
| 1954      | Gwardia Warszawa (1)       | 0-0 (prò.) 3-1 (rep.) | Wisła Kraków          |
| 1955      | Legia Varsòvia (1)         | 5-0                   | Lechia Gdańsk         |
| 1956      | Legia Varsòvia (2)         | 3-0                   | Górnik Zabrze         |
| 1957      | ŁKS Łódź (1)               | 2-1                   | Górnik Zabrze         |
| 1958-1961 | No es disputà              | No es disputà         | No es disputà         |
| 1962      | Zagłębie Sosnowiec (1)     | 2-1                   | Górnik Zabrze         |
| 1963      | Zagłębie Sosnowiec (2)     | 2-0                   | Ruch Chorzów          |
| 1964      | Legia Varsòvia (3)         | 2-1 (prò.)            | Polonia Bytom         |
| 1965      | Górnik Zabrze (1)          | 4-0                   | Czarni Żagań          |
| 1966      | Legia Varsòvia (4)         | 2-1 (prò.)            | Górnik Zabrze         |
| 1967      | Wisła Kraków (2)           | 2-0 (prò.)            | Raków Częstochowa     |
| 1968      | Górnik Zabrze (2)          | 3-0                   | Ruch Chorzów          |
| 1969      | Górnik Zabrze (3)          | 2-0                   | Legia Varsòvia        |
| 1970      | Górnik Zabrze (4)          | 3-1                   | Ruch Chorzów          |
| 1971      | Górnik Zabrze (5)          | 3-1                   | Zagłębie Sosnowiec    |
| 1972      | Górnik Zabrze (6)          | 5-2                   | Legia Varsòvia        |
| 1973      | Legia Varsòvia (5)         | 0-0 (4-2 p)           | Polonia Bytom         |
| 1974      | Ruch Chorzów (2)           | 2-0                   | Gwardia Warszawa      |
| 1975      | Stal Rzeszów (1)           | 0-0 (3-2 p)           | ROW Rybnik II         |
| 1976      | Śląsk Wrocław (1)          | 2-0                   | Stal Mielec           |
| 1977      | Zagłębie Sosnowiec (3)     | 1-0                   | Polonia Bytom         |
| 1978      | Zagłębie Sosnowiec (4)     | 2-0                   | Piast Gliwice         |
| 1979      | Arka Gdynia (1)            | 2-1                   | Wisła Kraków          |
| 1980      | Legia Varsòvia (6)         | 5-0                   | Lech Poznań           |
| 1981      | Legia Varsòvia (7)         | 1-0 (prò.)            | Pogoń Szczecin        |
| 1982      | Lech Poznań (1)            | 1-0                   | Pogoń Szczecin        |
| 1983      | Lechia Gdańsk (1)          | 2-1                   | Piast Gliwice         |
| 1984      | Lech Poznań (2)            | 3-0                   | Wisła Kraków          |
| 1985      | Widzew Łódź (1)            | 0-0 (3-1 p)           | GKS Katowice          |
| 1986      | GKS Katowice (1)           | 4-1                   | Górnik Zabrze         |
| 1987      | Śląsk Wrocław (2)          | 0-0 (4-3 p)           | GKS Katowice          |
| 1988      | Lech Poznań (3)            | 1-1 (3-2 p)           | Legia Varsòvia        |
| 1989      | Legia Varsòvia (8)         | 5-2                   | Jagiellonia Białystok |
| 1990      | Legia Varsòvia (9)         | 2-0                   | GKS Katowice          |
| 1991      | GKS Katowice (2)           | 1-0                   | Legia Varsòvia        |
| 1992      | Miedź Legnica (1)          | 1-1 (4-3 p)           | Górnik Zabrze         |
| 1993      | GKS Katowice (3)           | 1-1 (5-4 p)           | Ruch Chorzów II       |
| 1994      | Legia Varsòvia (10)        | 2-0                   | ŁKS Łódź              |
| 1995      | Legia Varsòvia (11)        | 2-0                   | GKS Katowice          |
| 1996      | Ruch Chorzów (3)           | 1-0                   | GKS Bełchatów         |
| 1997      | Legia Varsòvia (12)        | 2-0                   | GKS Katowice          |
| 1998      | Amica Wronki (1)           | 5-3 (prò.)            | Aluminium Konin       |
| 1999      | Amica Wronki (2)           | 1-0                   | GKS Bełchatów         |
| 2000      | Amica Wronki (3)           | 2-2 / 3-0             | Wisła Kraków          |
| 2001      | Polonia Warszawa (2)       | 2-1 / 2-2             | Górnik Zabrze         |
| 2002      | Wisła Kraków (3)           | 4-2 / 4-0             | Amica Wronki          |
| 2003      | Wisła Kraków (4)           | 0-1 / 3-0             | Wisla Plock           |
| 2004      | Lech Poznań (4)            | 2-0 / 0-1             | Legia Varsòvia        |
| 2005      | no atorgat                 | no atorgat            | no atorgat            |
| 2006      | Wisla Plock (1)            | 3-2 / 3-1             | Zagłębie Lubin        |
| 2007      | Dyskobolia Grodzisk W. (1) | 2-0                   | Korona Kielce         |
| 2008      | Legia Varsòvia (13)        | 0-0 (4-3 p)           | Wisła Kraków          |
| 2009      | Lech Poznań (5)            | 1-0                   | Ruch Chorzów          |
| 2010      | Jagiellonia Białystok (1)  | 1-0                   | Pogoń Szczecin        |
| 2011      | Legia Varsòvia (14)        | 1-1 (5-4 p)           | Lech Poznań           |
| 2012      | Legia Varsòvia (15)        | 3-0                   | Ruch Chorzów          |
| 2013      | Legia Varsòvia (16)        | 2-0 / 0-1             | Śląsk Wrocław         |
| 2014      | Zawisza Bydgoszcz (1)      | 0-0 (6-5 p)           | Zagłębie Lubin        |
| 2015      | Legia Varsòvia (17)        | 2-1                   | Lech Poznań           |
| 2016      | Legia Varsòvia (18)        | 1-0                   | Lech Poznań           |
| 2017      | Arka Gdynia (2)            | 2-1 (prò.)            | Lech Poznań           |
| 2018      | Legia Varsòvia (19)        | 2-1                   | Arka Gdynia           |
| 2019      | Lechia Gdańsk (2)          | 2-1                   | Jagiellonia Białystok |
| 2020      | Cracovia Kraków (1)        | 3-2 (prò.)            | Lechia Gdańsk         |
| 2021      | Raków Częstochowa (1)      | 2-1                   | Arka Gdynia           |
| 2022      | Raków Częstochowa (2)      | 3-1                   | Lech Poznań           |
| 2023      | Legia Varsòvia (20)        | 0-0 (6-5 p)           | Raków Częstochowa     |
| 2024      | Wisła Kraków (5)           | 2-1 (prò.)            | Pogoń Szczecin        |

1. ↑  El campió original fou Dyskobolia Grodzisk Wielkopolski, que derrotà Zagłębie Lubin per 2-0 / 0-1. Per resolució de la junta directiva de PZPN de 2 de setembre de 2020, se'ls va privar del títol en relació amb casos provats d'arranjament de partits.[2]